# Jasmine Henriksson
Anna Kristina Jasmine Jennifer Tveit fd Henriksson, född 17 juni 1988, är en svensk  före detta diskuskastare. Hon tävlade för Eslövs AI, men bedrev sin träning i Helsingborg och Malmö.
Under sin karriär tog Jasmine ett stort antal ungdoms- och junior-SM-medaljer i olika åldersklasser och även i olika grenar. Hon har även representerat Sverige i Ungdomsfinnkampen, Nordiska Mästerskapen för ungdomar, och varit med i landslaget i juniorsammanhang.
Jasmine togs ut till junior-EM i Hengelo, Nederländerna, 2007 efter att ha kastat över kvalgränsen med ett nytt personligt rekord på 47,13 meter. Hon hamnade där på 21:a plats på 42,70.

## Personliga rekord
Utomhus 
- Diskus – 48,09 (Helsingborg 15 juli 2008)[2]
- Spjut – 43,48 (Helsingborg 21 augusti 2005)[2]

### Fotnoter
1. ↑  ”Personsida på European Athletics' webbplats” (på engelska). european-athletics.org. http://www.european-athletics.org/athletes/group=h/athlete=160105-henriksson-jasmin/index.html. Läst 2017-11-186.
2. 1 2 3  ”Personsida på AllAthletics” (på engelska). all-athletics.com. Arkiverad från originalet den 1 december 2017. https://web.archive.org/web/20171201035756/http://www.all-athletics.com/node/148351. Läst 18 november 2017.
3. ↑  ”Öresund dag 3: Slutspurt till JEM”. svenskfriidrott.se. 8 juli 2007. Arkiverad från originalet den 1 december 2017. https://web.archive.org/web/20171201035425/http://www.friidrott.se/nyheter.aspx?id=7169. Läst 18 november 2017.
4. ↑  ”European Athletics U20 Championships - Hengelo 2007” (på engelska). european-athletics.org. http://www.european-athletics.org/competitions/european-athletics-u20-championships/history/year=2007/results/index.html#. Läst 15 november 2017.